# 萊切體育聯盟
萊切體育聯盟（Unione Sportiva Lecce）是一家意大利足球俱乐部，位于意大利南部城市萊切，成立於1908年。

## 歷史
俱樂部是於1908年3月15日成立，成立早期都是在地區性的聯賽打滾。至1929–30年球季，首度參加意乙比賽。此後很長時間，都是在低組別聯賽徘徊，而獎盃多數都是升級資格。1976–77年球季，曾贏得英意盃。
1985年首度升上甲組，但只逗留了一個球季便降級，之後曾多次升上甲組。但通常都只是停留在幾季左右便降級。
2011–12赛季，莱切从意甲降级，并因卷入丑闻受到处罚，降入丙1联赛。

## 獎盃
- 英意盃：1976–77

## 著名球員
- 朱塞佩·马特拉齐
- 安東尼奧·孔蒂
- 切萨雷·博沃
- 格拉齐亚诺·佩莱
- 馬克斯·托內托
- 米爾科·武齊尼奇

## 外部連結
- 官方網站 （页面存档备份，存于） （意大利文）